# Villa Roseville
Villa Roseville, znana też jako Roseville lub Rose Ville – willa w Attard na Malcie. Jeden z niewielu budynków w stylu Art Nouveau na Malcie, zbudowany jako letnia rezydencja, powstał w dwóch etapach - w roku 1912 i 1921. Po latach opuszczenia, w roku 2010 budynek przekształcony został w dom opieki dla osób starszych.

## Historia
Villa Roseville powstała jako letnia rezydencja dr Waltera Briffy. Parter zbudowany został w roku 1912 według projektu włoskiego architekta Alessandro Manary. Piętro dodane zostało dziewięć lat później, w roku 1921, a zaprojektował je maltański architekt Emanuele Borg. Chociaż zbudowane w odstępstwie tylu lat, obie kondygnacje powstały w stylu Art Nouveau.
Rodzina Briffy mieszkała w domu do lat 70. XX wieku, w budynku przez krótki okres mieściło się centrum egzaminacyjne "Royal School of Music". Po śmierci niezamężnych córek dr Briffy, willa stała opuszczona, popadając w zniszczenie. 
Budynek został w końcu odrestaurowany w roku 2009, i przekształcony w dom opieki dla osób starszych, prowadzony przez CareMalta. Działalność domu zainaugurowana została 4 czerwca 2010 przez premiera Malty Lawrence Gonziego.
Budynek zaliczony jest do zabytków narodowych klasy 2, znajduje się na liście National Inventory of the Cultural Property of the Maltese Islands.

## Architektura budynku

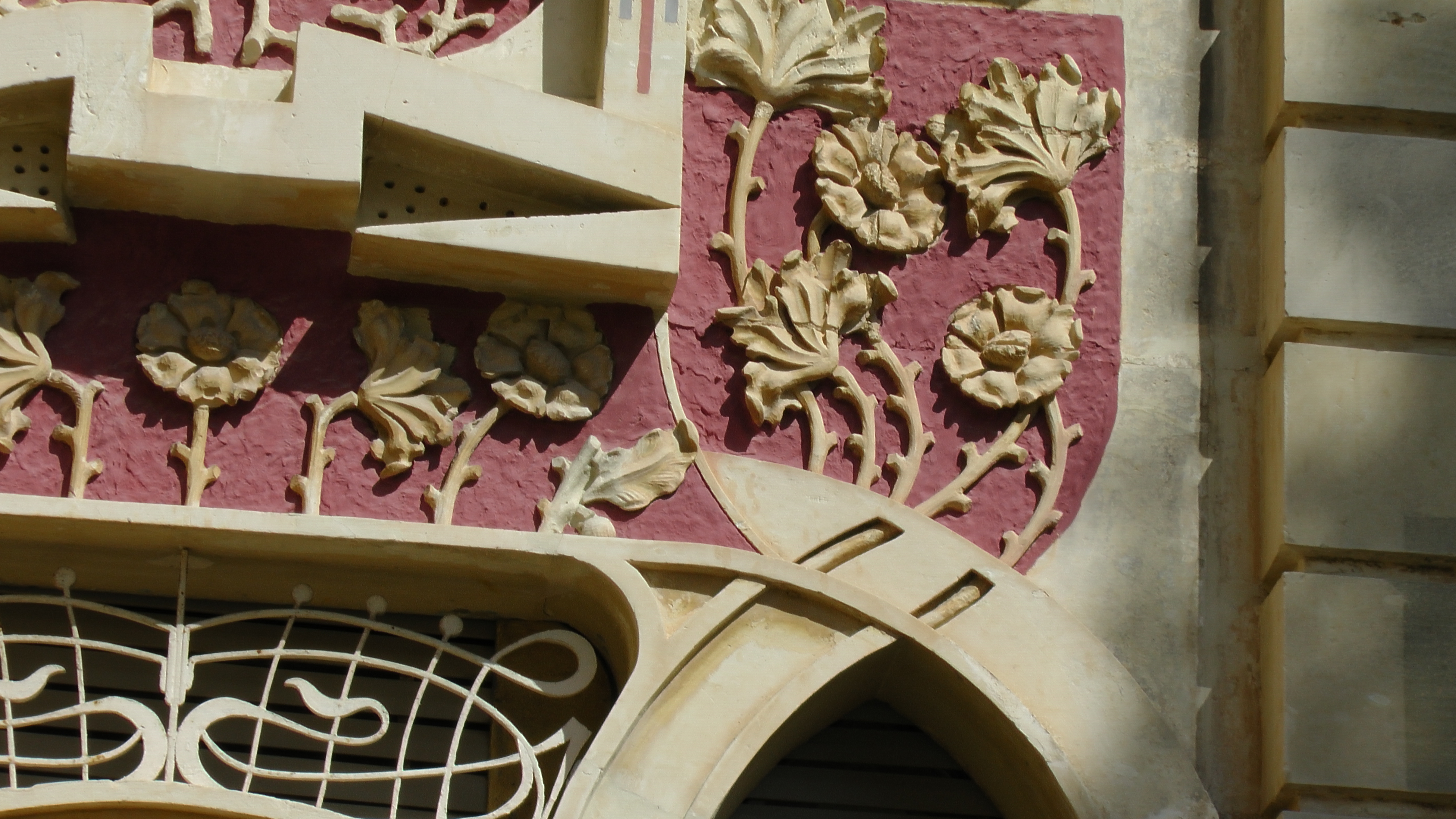
Detale kwiatowe na Roseville

Budynek w stylu Art Nouveau składa się z dwóch kondygnacji, z fasadą podzieloną na trzy sekcje. W parterowej części fasady znajduje się zwieńczone łukiem wejście, z jednym trzydzielnym oknem po każdej stronie. Na piętrze, dwa dwudzielne okna oskrzydlają inne, zwieńczone ostrym łukiem, umiejscowione ponad drzwiami wejściowymi.

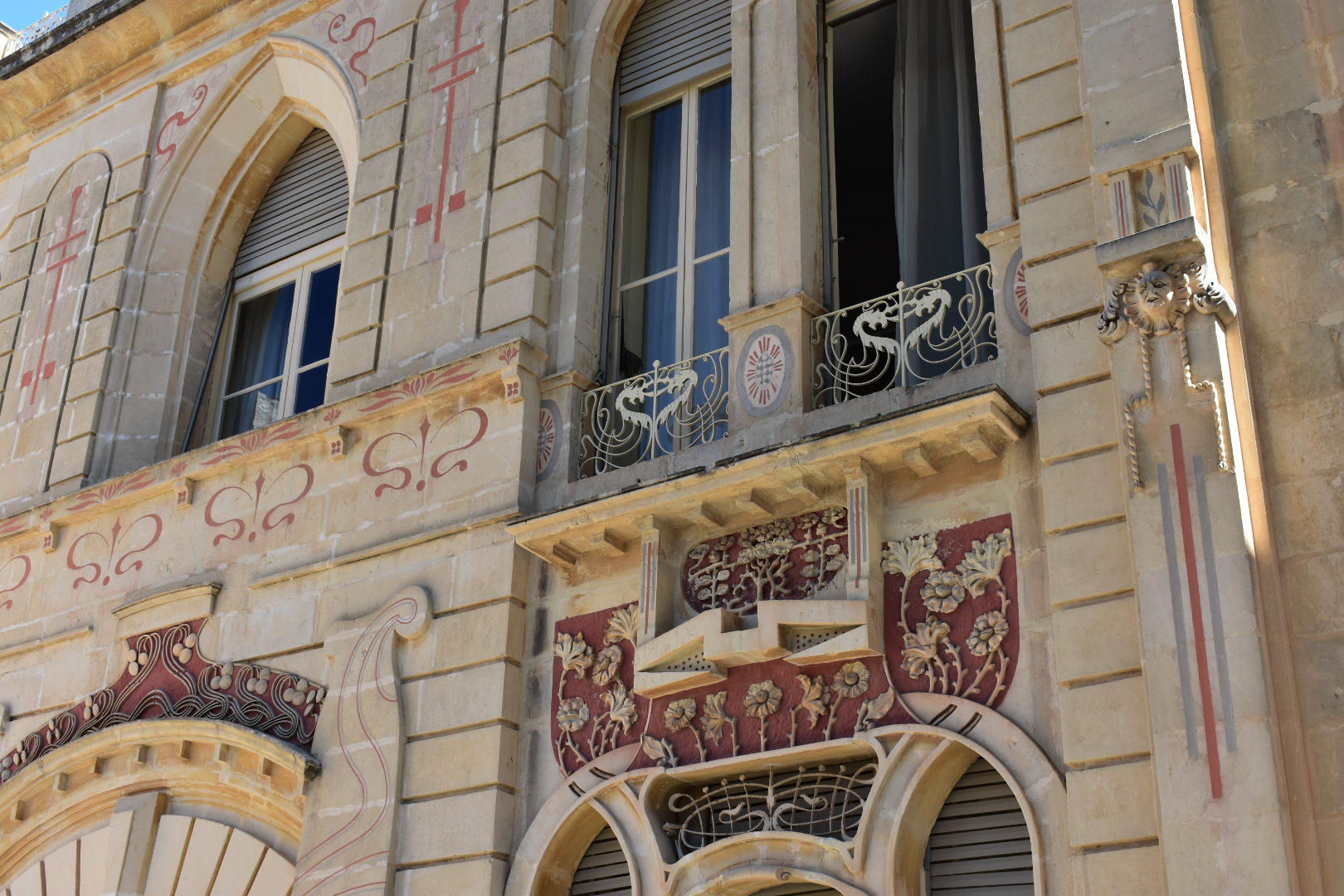
Polichromowana fasada willi

W zagłębionych panelach ponad oknami znajdują się dekoracyjne motywy kwiatowe, będące echem secesji francuskiej i włoskiej. Panele pomalowane na czerwono, z motywami w innych kolorach, tworzą Roseville jednym z niewielu polichromowanych budynków na Malcie. Wnętrze udekorowane jest w stylu "egipskim", który był modny w tamtym czasie. Mur ogrodzeniowy posesji zawiera dekoracyjne elementy metalowe.
Roseville jest wyjątkowym budynkiem na Malcie, jednym z kilku w stylu secesyjnym na wyspie. Budynek wciąż posiada oryginalny wystrój architektoniczny i dekoracje, jak również wyposażenie i osprzęt.

## Domniemane "nawiedzenie"
Przed odrestaurowaniem Roseville i przekształceniem go w dom opieki, mówiło się, że dom jest "przeklęty" lub "nawiedzony". Podobno we wczesnych latach 30. XX wieku młoda dziewczyna, która mieszkała w tym domu, nagle zmarła w niewyjaśnionych okolicznościach; jej matka zmarła niecały rok po niej. Wywołało to szereg domniemywań i plotek. Dom został następnie wystawiony przez pozostałego właściciela na sprzedaż, lecz zmarł on nie doczekawszy transakcji. Po wprowadzeniu się krewnych kilka lat później, najstarszy syn zginął na wojnie, a inne dziecko, matka i ojciec zmarli wkrótce po nim.